# Eurytium affine
Eurytium affine is een krabbensoort uit de familie van de Panopeidae. De wetenschappelijke naam van de soort is voor het eerst geldig gepubliceerd in 1877 door Streets & Kingsley.